# 任一鳴
任一鳴（1594年—？），字希声，號雪音，浙江宁波府奉化县尚田人。明朝政治人物。

## 生平
易三房，甲午九月十九日生。萬曆四十三年（1615年）乙卯科浙江鄉試第二名舉人，天啓二年（1622年）壬戌科会试二百四十三名，三甲一百七十名進士。兵部观政，初授舒城县知县。